# Attractive World
Attractive World est un site web de rencontre. Lancé en septembre 2007 par Ludovic Huraux, son fondateur, il est racheté en 2016 par son concurrent allemand Affinitas.

## Concept
Attractive World se base principalement sur deux principes :
- La sélection à l'entrée : pour intégrer Attractive World, un membre doit remplir un formulaire relativement détaillé et son profil sera ensuite soumis aux membres actuels de la communauté qui auront l'occasion de coopter ou non le profil. L'objectif affiché du site est de se différencier des sites classiques en réunissant une population de membres moins importantes mais classés par affinités. Le site annonce qu'environ 30 % des inscrits sont retenus en tant que membres[1]. Ces membres nouvellement inscrits pourront consulter les profils de tous les autres membres mais ne pourront pas communiquer avec eux. Ils n'auront pas non plus accès aux « événements ». Pour avoir accès à ces fonctions, il leur faut devenir membre « premium » (abonnement payant). Notons qu'un membre premium ne peut pas savoir si un autre membre est premium ou pas et donc si ce dernier pourra lui répondre.
- Les événements : outre les fonctions classiques de site de rencontre, Attractive World propose à ses membres un agenda d'événements de type afterworks, sorties, week-ends, expositions... Plusieurs dizaines d'événements sont proposés mensuellement et la plupart d'entre eux sont créés par les membres eux-mêmes.

## Historique
- 2007 : Création de Samadhi SAS, éditrice d'Attractive World[2], par Ludovic Huraux[3]
- 2008 : 1re levée de fonds d'environ 550,000 euros
- 2010 : Levée de fonds de 1 million d'euros portant le montant total levé à 2,6 millions d'euros[4]
- 2010 : Ouverture d'un bar Attractive World[5] dans le 8e arrondissement à Paris
- 2011 : Levée de fonds de 2,7 millions d'euros portant le montant total levé à 5,3 millions d'euros[6],[7],[8]
- 2012 : Le reportage dans le magazine télévisé de Capital sur M6 du 26 août 2012 est critiqué par Arrêts sur images[9].
- 2016 : Attractive World est racheté par Affinitas, société allemande qui édite les sites de rencontres Elite Rencontre et eDarling. Montant de la transaction  : entre 10 et 20 millions d'euros[10],[11].
- 2017 : Attractive World est sanctionné par la Cnil pour ne pas « signaler suffisamment clairement aux utilisateurs l’usage qui pouvait être fait de leurs données personnelles »[12],[13].